# Laure Paillette
Pour les articles homonymes, voir Paillette.
Laure Lapaille, dite Laure Paillette, est une actrice française d'origine belge, née le 5 octobre 1896 à Andenne (Belgique) et décédée à Clichy-la-Garenne le 14 mars 1968.

## Biographie
Elle commença sa carrière au cinéma en 1943, dans Adieu Léonard de Pierre Prévert.
Elle repose au cimetière du Parc de Clamart.

## Filmographie

### Cinéma
- 1934 : La peinture adoucit les mœurs (moyen métrage) de Jean de Size : la vachère
- 1939 : Paradis perdu d'Abel Gance : la directrice du pensionnat
- 1943 : Adieu Léonard de Pierre Prévert : une invitée de Bernardine
- 1945 : La Ferme du pendu de Jean Dréville : une commère
- 1945 : Les J3 de Roger Richebé
- 1949 : Histoires extraordinaires de Jean Faurez
- 1949 : Plus de vacances pour le Bon Dieu de Robert Vernay
- 1950 : Bibi Fricotin de Marcel Blistène : la matelassière
- 1950 : Le Gang des tractions-arrière de Jean Loubignac
- 1950 : Meurtres de Richard Pottier : la domestique de Blaise et Blanche
- 1950 : Sans laisser d'adresse de Jean-Paul Le Chanois : la dame pipi de la gare
- 1950 : Deux cœurs sur la route - moyen métrage - de Jean Perdrix : l'épouse du malade
- 1951 : Agence matrimoniale de Jean-Paul Le Chanois
- 1951 : Le Plus Joli Péché du monde de Gilles Grangier
- 1951 : Jamais deux sans trois d'André Berthomieu
- 1951 : Nez de cuir d'Yves Allégret
- 1952 : Poil de carotte de Paul Mesnier
- 1952 : Les Sept Péchés capitaux d'Yves Allégret
- 1952 : La Minute de vérité de Jean Delannoy : la concierge
- 1953 : Les Corsaires du Bois de Boulogne de Norbert Carbonnaux : la patronne du café
- 1954 : Papa, maman, la bonne et moi de Jean-Paul Le Chanois : la spectatrice aux cheveux encombrants
- 1955 : Paris canaille de Pierre Gaspard-Huit
- 1955 : Papa, maman, ma femme et moi de Jean-Paul Le Chanois : une commère
- 1956 : C'est arrivé à Aden de Michel Boisrond
- 1956 : Comme un cheveu sur la soupe de Maurice Regamey : la crémière
- 1956 : Le Couturier de ces dames de Jean Boyer
- 1956 : L'Homme à l'imperméable de Julien Duvivier : la marchande de journaux
- 1956 : La Loi des rues de Ralph Habib
- 1956 : Lorsque l'enfant paraît de Michel Boisrond
- 1956 : Les Promesses dangereuses de Jean Gourguet
- 1956 : Crime et Châtiment de Georges Lampin : une dame à l'église
- 1957 : Le Temps des œufs durs de Norbert Carbonnaux : une cliente de la brasserie
- 1957 : Le rouge est mis de Gilles Grangier : Clémence, la marchande
- 1958 : Les Misérables de Jean-Paul Le Chanois : Toussainte, la servante rue "Plumet"
- 1958 : Faibles femmes de Michel Boisrond
- 1958 : Houla-Houla de Robert Darène : la demoiselle des PTT
- 1958 : Les Jeux dangereux de Pierre Chenal
- 1958 : Le Petit Prof de Carlo Rim
- 1958 : Prisons de femmes de Maurice Cloche
- 1959 : Les Quatre Cents Coups de François Truffaut
- 1959 : Maigret et l'Affaire Saint-Fiacre de Jean Delannoy : la bonne de l'abbé
- 1959 : Pantalaska de Paul Paviot : la dame du commissariat
- 1959 : Tirez sur le pianiste de François Truffaut : la mère
- 1959 : Le Travail c'est la liberté de Louis Grospierre
- 1960 : L'Amant de cinq jours de Philippe de Broca
- 1960 : Les Amours de Paris de Jacques Poitrenaud
- 1960 : Le Capitaine Fracasse de Pierre Gaspard-Huit : la vieille dame portant un fagot
- 1960 : Classe tous risques de Claude Sautet : la dame de l'ascenseur
- 1960 : Un Martien à Paris de Jean-Daniel Daninos : une dame au commissariat
- 1960 : La vérité d'Henri-Georges Clouzot : la religieuse lors du suicide de Dominique
- 1960 : Les Godelureaux de Claude Chabrol
- 1960 : Le Mouton de Pierre Chevalier : la belle-mère de Gaston
- 1960 : Portrait-robot de Paul Paviot
- 1961 : Par-dessus le mur de Jean-Paul Le Chanois : la grand-mère
- 1961 : L'Affaire Nina B. de Robert Siodmak
- 1961 : Le Capitaine Fracasse de Pierre Gaspard-Huit : la vieille femme portant un fagot
- 1961 : Les Amours célèbres de Michel Boisrond
- 1961 : Les Parisiennes de Jacques Poitrenaud : une dame au café
- 1962 : Mélodie en sous-sol d'Henri Verneuil : l'habilleuse
- 1962 : Muriel ou le temps d'un retour d'Alain Resnais : la cliente dans la rue
- 1962 : Les Mystères de Paris d'André Hunebelle : Jeanne, la bonne
- 1962 : Les Veinards de Jack Pinoteau : la concierge de M. Bricheton
- 1963 : L'assassin connaît la musique... de Pierre Chenal : une voisine
- 1963 : Cherchez l'idole de Michel Boisrond : la caissière
- 1963 : Le Journal d'un fou de Roger Coggio
- 1964 : La Bonne Soupe de Robert Thomas
- 1964 : Patate de Robert Thomas - la cuisinière
- 1964 : Comment épouser un premier ministre de Michel Boisrond
- 1964 : L'Insoumis d'Alain Cavalier : la bonne des "Servet"
- 1964 : Playtime de Jacques Tati : une dame à la lampe
- 1964 : Monsieur de Jean-Paul Le Chanois : la vendeuse de fleurs
- 1965 : Le Vampire de Düsseldorf de Robert Hossein : Mme Schultz
- 1965 : La guerre est finie d'Alain Resnais : la dame âgée, dans l'escalier
- 1965 : Mademoiselle de Tony Richardson : la laitière
- 1965 : La Métamorphose des cloportes de Pierre Granier-Deferre : la dame à la fenêtre
- 1965 : Un milliard dans un billard de Nicolas Gessner : l'autre femme de ménage
- 1966 : Le Jardinier d'Argenteuil de Jean-Paul Le Chanois : Marguerite
- 1966 : Un monde nouveau de Vittorio De Sica
- 1966 : L'Homme à la Buick de Gilles Grangier : une domestique
- 1966 : Le Plus Vieux Métier du monde de Claude Autant-Lara : une locataire
- 1966 : La Fantastique Histoire vraie d'Eddie Chapman (Triple Cross) de Terence Young : la vieille femme
- 1967 : Le Fou du labo 4 de Jacques Besnard : la voyageuse de la diligence
- 1968 : Mayerling de Terence Young : la vieille amie des "Vetsera"
- 1968 : Vivre la nuit de Marcel Camus : la concierge de Nora.

### Télévision
- 1959 : Les Cinq Dernières Minutes, épisode On a tué le mort de Claude Loursais : Albertine, la cuisinière
- 1960 : Les Cinq Dernières Minutes, épisode Le Dessus des cartes de Claude Loursais : la seconde dame âgée
- 1960 : Le Lien de Guy Lessertisseur (téléfilm) : la servante
- 1961 : Le Temps des copains, épisode 32 de Robert Guez :  Mademoiselle Gaurroflot
- 1962 : L'inspecteur Leclerc enquête, épisode Des huîtres pour l'inspecteur de Marcel Bluwal : une femme témoin
- 1962 : L'inspecteur Leclerc enquête, épisode Les Jumelles de Yannick Andreï : la domestique
- 1962 : Les Cinq Dernières Minutes, épisode C'était écrit de Claude Loursais : la femme de chambre
- 1962 : Les Cinq Dernières Minutes épisode 26 : La Mort d'un casseur de Guy Lessertisseur : la femme de chambre
- 1962-1963 : Le Théâtre de la jeunesse (série) : la seconde vieille femme / la chiffonnière
- 1964 : Les Cinq Dernières Minutes : Fenêtre sur jardin de Claude Loursais : la deuxième femme
- 1964 : Le Petit Claus et le Grand Claus (téléfilm) : la grand-mère du petit Claus
- 1966 : Le train bleu s'arrête 13 fois - épisode :  Cannes: on ne gagne qu'une fois   de Michel Drach (série) : la concierge
- 1967 : Les Cinq Dernières Minutes, épisode Finir en beauté de Claude Loursais : la première femme
- 1968 : Les Compagnons de Baal de Pierre Prévert : la concierge de Claude Leroy
- 1968 : Les dossiers de l'agence O, épisode L'étrangleur de Montigny : la bonne du curé
- 1969 : Fortune d'Henri Colpi (série)

## Théâtre
- 1946 : Un souvenir d'Italie de et mise en scène Louis Ducreux, théâtre de l'Œuvre
- 1962 : Hedda Gabler d'Henrik Ibsen, mise en scène Raymond Rouleau,   théâtre Montparnasse